# Ист-Килбрайд
Ист-Килбра́йд (англ. East Kilbride, гэльск. Cille Bhrìghde an Ear) — самый большой по населению город в области Южный Ланаркшир и шестой в Шотландии. Расположен на возвышенном плато к югу от холмов Каткин Брес, примерно в 13 км к юго-востоку от Глазго и недалеко от границы с Восточным Ренфруширом. Город находится между притоками реки Клайд, Ривер Карт на западе и рекой Роттен Колдер на востоке.
Первоначально Ист-Килбрайд был небольшой деревней. 6 мая 1947 года стал первым новым городом Шотландии.
Население города составляет 74 411 человек (2011).

## Досуг и культура
Ист-Килбрайд как новый город должен был стать культурным, спортивным и музейным центром для жителей округи, чтобы вызвать у них чувство принадлежности и места. Одним из ключевых объектов города является Аква-центр Доллан (англ. Dollan Aqua centre). Это здание рассматривается как выдающийся и редкий пример общественным зданием середины XX века. Это был первый в своём роде плавательный бассейн в Шотландии, вдохновлённый олимпийским комплексом Пьера Луиджи Нерви в Риме; он также очень похож на олимпийский комплекс, построенный в Японии для Олимпийских игр 1964 года.
В городе также расположены Национальный музей сельской жизни на ферме Вестер Киттохайд, Центр искусств Ист-Килбрайда (англ. The East Kilbride Arts Centre), а также Деревенский театр (англ. Village Theatre) несколько открытых футбольных полей, общественных парков, лодочный шлюз, несколько спортивных центров, три поля для гольфа. В Ист-Килбрайде был ещё один музей, Музей Дома охотников (англ. Hunter House Museum), который закрылся после финансового краха, чтобы впоследствии открыться как кафе. Центральная библиотека Ист-Килбрайда (англ. East Kilbride Central Library) содержит справочные коллекции и некоторые архивные материалы, представляющие историю как нового города Ист-Килбрайд, так и более ранней деревни, в то время как Архивы Южного Ланаркшира (англ. South Lanarkshire Archives, располагающиеся в Колледже Милтон (англ. College Milton), содержат более обширные оригинальные документы для общественных консультаций.
В 1975 году город принимал Королевский национальный Мод, главный фестиваль шотландской гэльской литературы, песни, искусства и культуры.
В Ист-Килбрайде действует учреждение дополнительного профессионального образования — Колледж Южного Ланаркшира (англ. South Lanarkshire College), основанный в 1948 году.

## Экономика

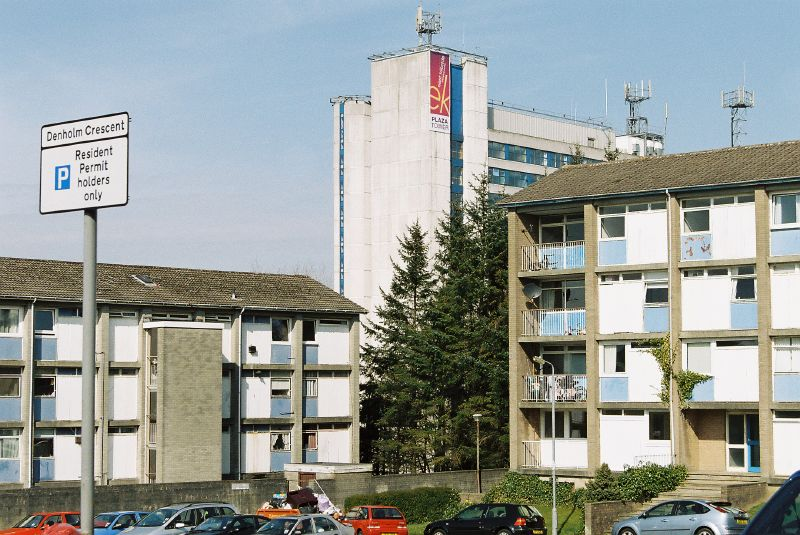
Ист-Килбрайд

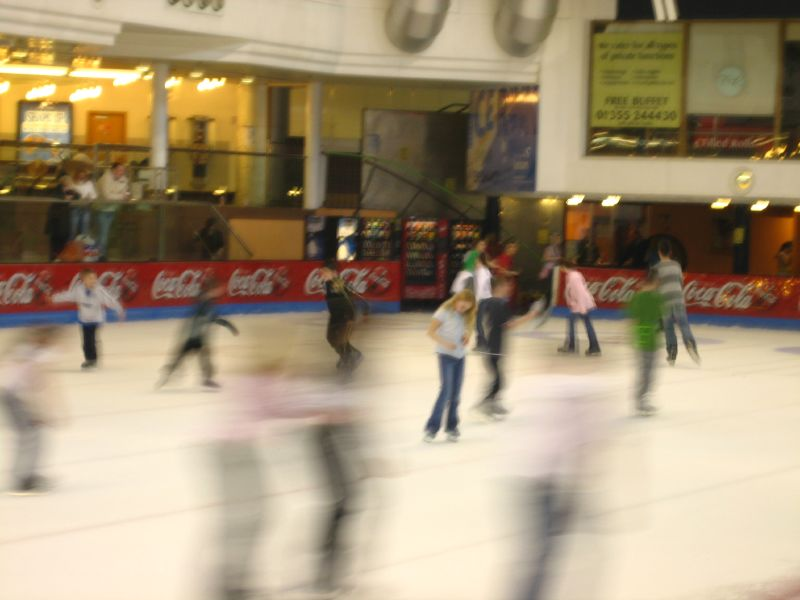
Каток Ист-Килбрайда

Центр города занят самым крупным в Шотландии торговым центром East Kilbride Shopping Centre, состоящим из 6 связанных с друг другом торговых центров, построенных поэтапно. Первым был построен The Plaza (1972), позднее были сооружены Princes Mall (1984), Olympia (1988), Southgate (1989), Princes Square (1997) и Center West (2003). В 2006 году Советом Южного Ланаркшира одобрил реконструкцию торгового центра стоимостью 400 милн фунтов стерлингов. В рамках реконструкции предполагалось снести некоторые существующие здания, чтобы создать новый общественный центр, медицинский центр, библиотеку и магазины. Также планировалось возвести «знаковый» центр искусств и культуры с кинотеатром на 1000 мест, конференц-центром на 500 мест, музеем и новой городской площадью. Однако проект был отложен на неопределённый срок.
В конце 2016 года после обновления открылся торговый центр Olympia, переименованный в The Hub. Он заполнен новыми ресторанами, включая Pizza Express, Nando’s, Bella Italia, Filling Station, Handmade Burger Co (который с тех пор закрыт), Chiquitos, Frankie и Bennys. Обновлению также подвергся ледяной каток, расположенный в центре.
На западной окраине Восточного Килбрайд расположено отделение Министерства международного развития Великобритании.

## Религия
В Ист-Килбрайде около 30 христианских церквей. Среди них девять приходов Церкви Шотландии, четыре католические церкви, три баптистские, три конгрегации Свидетелей Иеговы, две объединённые реформатские церкви, также действуют епископальная церковь святого Марка, приходы Евангелической лютеранской церкви Англии, Евангелическая христианская конгрегация, Церковь Иисуса Христа Святых последних дней, конгрегация методистской церкви, церковь адвентистов седьмого дня. В общинном центре Кальдервуд проводят свои встречи христадельфиане.

## Парки и спорт
В Ист-Килбрайде действуют по три клуба футбольных и легкоатлетических, один теннисный, команды по регби, гандболу и американскому футболу. В городе базируется полупрофессональный футбольный клуб East Kilbride F.C., выступающий в Футбольной лиге Шотландской низменности (5-й уровень системы футбольных лиг Шотландии). Домашней ареной является стадион K-Park Training Academy. В турнирах Шотландской юниорской футбольной ассоциации участвует East Kilbride Thistle F.C. Самым старым футбольным клуб в городе является East Kilbride YM FC, основанный в 1936 году и выступающий в Шотландской любительской футбольной лиге.
Регбийный клуб East Kilbride RFC был сформирован в 1968 году и играет в Шотландской национальной лиге (2-й уровень Чемпионата Шотландской лиги). Аласдер Строкош, девять лет выступавший за сборную Шотландии по регби, является воспитанником регбийного клуба Ист-Килбрайда.
East Kilbride Lawn Tennis Club является одним из старейших теннисных клубов в Шотландии.
East Kilbride Pirates — одна из старейших и лучших в Шотландии команд по американскому футболу, чемпион Британии 2011 года в и одиннадцатикратный победитель своей Конференции.
Гандбольный клуб EK82 Handball Club был основан в 1972 году и играет в Шотландской гандбольной лиге. За свою историю клуб был чемпионом Британии (1983) и 8 раз чемпионом Шотландии. Женская команда клуба также была чемпионом Британии (1975) и пять раз чемпионом Шотландии.
Лёгкая атлетика в городе представлена тремя клубами: Whitemoss, East Kilbride и Calderglen.

## Город-побратим
- Дания Баллеруп[18]

## Известные уроженцы
- Братья Уильям и Джон Хантер — известные медики XVIII века, родились в Лонг Калдервудуде, ныне входящий в состав Ист-Килбрайда.
- Кейт Дики (род. в 1971) — шотландская актриса театра, телевидения и кино.
- Лиам Фокс (род. в 1961) — британский политик.
- Эйлин Нельсон (род. в 1971) — шотландская и британская кёрлингистка на колясках.
- Джон Дэвид Ханна (род. в 1972) — шотландский актёр.
- Марк Симпсон, также известный как Джок (род. в 1972) — британский художник и сценарист комиксов.
- Джордан Макги (род. в 1996) — шотландский футболист.